# Riu Torysa
El riu Torysa és un riu de 129 km de llargària d'Eslovàquia. Neix a les muntanyes de Levoča i flueix a través de les ciutats de Lipany, Sabinov, Veľký Šariš i Prešov fins a la seva confluència amb el riu Hornád prop de Nižná Hutka, al sud-est de Košice.